# Astrocaryum gynacanthum
Astrocaryum gynacanthum es una especie de palmera, en Colombia es conocida comúnmente como macana, palma de serrillo, macanilla, chonta, coco de puerco (Muinane).

## Descripción
Es una palma ampliamente distribuida en toda la cuenca amazónica, en el sotobosque; sus frutos fuente alimenticia esporádicamente y su cogollo es utilizado por los Uitoto para preparar sal vegetal (Se quema, luego se cocina y esta mezcla se filtra) que es mezclada con el ambil de tabaco.

## Taxonomía
Astrocaryum gynacanthum  fue descrita por Carl Friedrich Philipp von Martius y publicado en Historia Naturalis Palmarum 2: 73. 1824.
Etimología
Astrocaryum: nombre genérico  que deriva del griego astron = "estrella", y karion = "nuez", en referencia al patrón en forma de estrella de las fibras alrededor de los poros del endocarpio.
Sinonimia
- Astrocaryum dasychaetum Burret
- Astrocaryum gymnopus Burret
- Astrocaryum gynacanthum var. dasychaetum Burret
- Astrocaryum gynacanthum var. munbaca Trail
- Astrocaryum minus var. terrae-firmae Drude
- Astrocaryum minus var. terrafirme Drude
- Astrocaryum munbaca Mart.
- Astrocaryum rodriguesii var. minus (Trail) Barb. Rodr.	.[5][6]